# Rhododendron syringoideum
Rhododendron syringoideum är en ljungväxtart som beskrevs av Herman Otto Sleumer. Rhododendron syringoideum ingår i släktet rododendron, och familjen ljungväxter. Inga underarter finns listade i Catalogue of Life.